# 콰라타
콰라타(이탈리아어: Quarrata)는 이탈리아 토스카나주 피스토이아도에 있는 코무네다. 피렌체에서 서쪽으로 30km, 피스토이아에서 남쪽 10km 거리에 있다.